# كونغويون بيض
الكونغوليون البيض مصطلح يمكن أن ينطبق على الأشخاص من جمهورية الكونغو الديمقراطية المنحدرين من أصل أوروبي والذين لا يعتبرون أنفسهم أو لا يعتبرون جزءا من جماعة عرقية أخرى.
ويرتبط السكان البيض في الكونغو بإنشاء الإمبراطورية الاستعمارية البلجيكية وتذبذبها خلال وبعد الحكم البلجيكي. وأثناء وجود دولة الكونغو الحرة كان يقدر عدد السكان الأوروبيين فيها ب 1500 شخص. وبعد ضم وتشكيل الكونغو البلجيكية، ارتفع هذا العدد إلى 17،000 ولكنه انخفض في عام 1930 إلى 11،000.
ارتفع عدد البيض بعد الحرب العالمية الثانية بشكل مطرد حتى عام 1960 عندما منحت بلجيكا استقلال جمهورية الكونغو .
وكان المستوطنون البيض في المقام الأول مسؤولين حكوميين ومبشرين وبعضهم كانوا شبانًا غير كفوئين. وشكل البلجيكيون ما بين 40 و 65 في المئة من السكان البيض حتى بعد الحرب العالمية الثانية.
خلال وجود دولة الكونغو الحرة والسنوات الأولى من الكونغو البلجيكية، كان غالبية الكونغوليين البيض من الاسكندنافييين. ثم تحولت التركيبة السكانية طوال الخمسينيات. وبحلول عام 1959، كان 0.9 في المائة من مجموع السكان البلجيكيين يعيشون في الكونغو.
وبسبب مساحة أراضي الكونغو الكبيرة وعدد سكانها، لم يشكل الكونغوليون البيض سوى حوالي 0.8 في المائة من مجموع السكان في عام 1959. وأثنى المسؤولون البلجيكيون على الهجرة الواسعة النطاق للمستوطنين البيض لإقامة مشاريع صغيرة حتى 15 عامًا الأخيرة من وجود المستعمرة.
وانكمش السكان الكونغوليون البيض بعد انتهاء الاستعمار وأزمة الكونغو ولكن بقيت أعداد أصغر في زائير وفي وقت لاحق جمهورية الكونغو الديمقراطية. وشارك المستوطنون الكونغوليون البيض في انفصال دولة كاتانغا وأيّدوا ذلك .
كانت الراهبات البلجيكيات البيض الكونغوليات يعملن في مركز تفشي فيروس إيبولا عام 1976 في عيادة في يامبوكو،  وأصبح العديد من العاملين في مجال الصحة البيض مصابين بالمرض.
وتقول منظمة إبادة الأجناس إن سكان الكونغو الكونغوليين في عام 2012 هم تقريبا البلجيكيون حصرًا. ويشير التقرير إلى أن الكونغوليين البيض يواجهون خطر معتدل إلى شديد من المذابح والإبادة الجماعية في أعقاب حرب الكونغو الثانية .